# Cornovios
Los Cornovii (Cornobii, Cornavii, Cornabii) eran un pueblo celta del oeste de Inglaterra, limitando con Gales, en la zona de West Midlands, con centro en Wroxeter, Shropshire. 
Limitaban al norte con los brigantes, al oeste con los deceangli y ordovices, al este con los coritani y al sur con los dobunni.

## Características
El nombre de esta tribu, que probablemente significa "pueblo del cuerno", era compartido con otra tribu caledonia que habitaba en el extremo norte de Escocia y una tribu del extremo sudoeste de Inglaterra, en la actual Cornualles. Nada hace pensar que hubiera relación alguna en sus orígenes, y de hecho era habitual ese tipo de concordancia.
Los cornovii eran un pueblo de pastores, con una clase dominante de carácter guerrero. Aparte de la actividad pastoril, su principal recurso era la producción de sal en Cheshire y su posterior comercialización.
Ptolomeo en su Geografía menciona dos ciudades:
- Deva (Chester, Cheshire), donde se estacionó la Legio XX Valeria Victrix.
- Viroconium (Wroxeter), que alojaría a la Legio XIV Gemina y se convertiría en tiempos romanos en la cuarta ciudad en orden de importancia en Britania.

Antes de la conquista, el centro más importante era Wrekin (Wellington, Shropshire), establecido en una colina fortificada. Estaba protegido por una larga y estrecha cordillera. El área ocupaba unas 8 hectáreas, protegidas por un muro de 6 metros de ancho y tenía una extraordinaria vista del territorio circundante y sus accesos. Los romanos reasentaron su población en Viroconium.
Había muchas otras colinas fortificadas (Titterstone Clee, Old Oswestry Hill, etc.), pero el grueso de la población se encontraba dispersa, habitando cabañas de madera, sin cimientos de piedra.
No tenían moneda. Era un pueblo aparentemente acerámico. La cerámica se importaba principalmente de la región de Malvern. Hay algunos sitios sin embargo en que se encontraron ejemplos de alfarería local (Breidden Hillforts, Credenhill).
En metalurgia destacaban sus armas en bronce y torques de oro y bronce.
Eran expertos en el tejido y teñido de vivos colores. Las mujeres usaban el cabello en dos gruesas trenzas, largas hasta los muslos.

## Historia
Cuando los romanos iniciaron la segunda invasión en el 43 al mando de Aulo Plaucio,  vencieron la resistencia inicial y obtuvieron la sumisión de los principales líderes del sudeste, lanzaron sus legiones hacia el oeste (Legio II Augusta), norte (Legio IX Hispana) y noroeste (Legio XIV Gemina).
El líder de la resistencia, Caratacus, había huido en esa última dirección, hacia el territorio de los cornovii, para refugiarse finalmente más al norte, en el de los deceangli.
Los cornovii centraron su defensa en la fortaleza de Wrekin por lo que rápidamente intentaron reparar los derrumbes en los muros. El ataque de la Legio XIV Gemina en el 47/48 fue exitoso. En el asedio a la colina fue muerto Viroco, el líder de los Cornovii y finalmente la ciudad fortificada fue capturada e incendiada.
Los vencedores dieron el nombre del líder caído a la ciudad donde redujeron a los sobrevivientes, Viroconium, "la ciudad de Viroco".
Los romanos establecieron una fuerte presencia militar en la zona estacionando dos legiones, la Legio XX Valeria Victrix en Deva Victrix y la Legio XIV Gemina en Viroconium. Esto se debía no sólo a la resistencia que pudiera ofrecer este pueblo, que una vez pacificado se integró rápidamente, hasta el punto que las legiones llegaron a incorporar nativos como auxiliares, sino por un lado a las rebeliones de los deceangli y demás tribus de Gales y por otro a que los conquistadores comenzaron a explotar en la zona metales como el cobre, plomo y plata.
En la reorganización administrativa del emperador Constancio I, el territorio de los cornovii fue incorporado a la provincia de Britania Prima.
Tras las invasiones anglosajonas el territorio fue incorporado al del reino de Pagensis (Powys) bajo el cetro de Vortigern. Alrededor del 570 se dividió y conformó un reino, Pengwern con centro en Viroconium (Caer Guricon). En el 584 la ciudad fue saqueada por los sajones, por lo que la capital fue trasladada

Cuando en el 598 los invasores vencieron en Catterick al reino de Rheged que los protegía desde el norte la situación empeoró. 
En el 616 en la decisiva batalla de Caer Legion (Chester) una coalición de reinos britanos formada para detener a Æthelfrith de Bernicia fue completamente derrotada.
Deva Victrix (Chester) fue tomada y se masacraron a cientos de monjes desarmados, pero la principal consecuencia de esta acción fue que la resistencia de los britanos quedó dividida. En efecto, los reinos de Gales quedaron así separados definitivamente de los de Rheged y Alt Clut al norte. 
El área occidental del territorio fue gradualmente integrado al reino de Mercia como su frontera occidental, proceso que se había completado para el año 650.

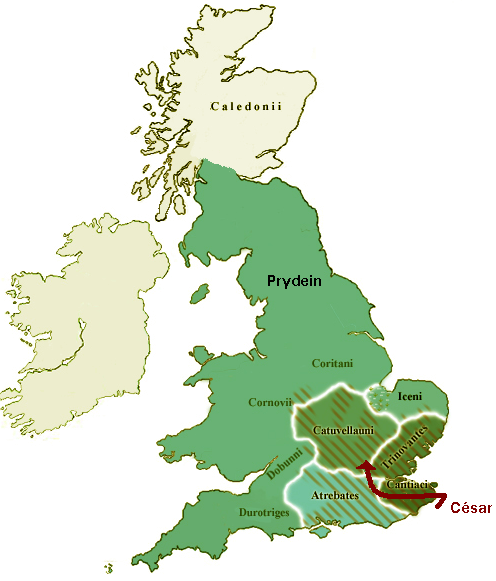
Britania, 54   a. C., Invasión de César
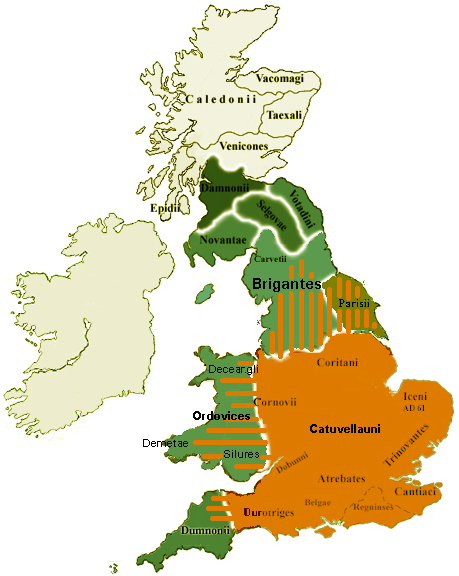
Britania, segunda invasión romana

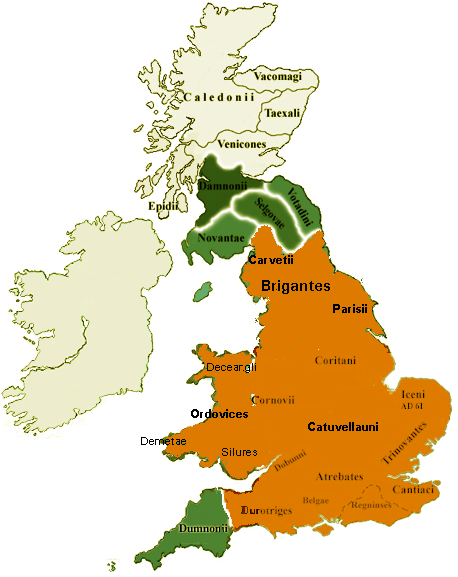
Britania, 79  d. C.
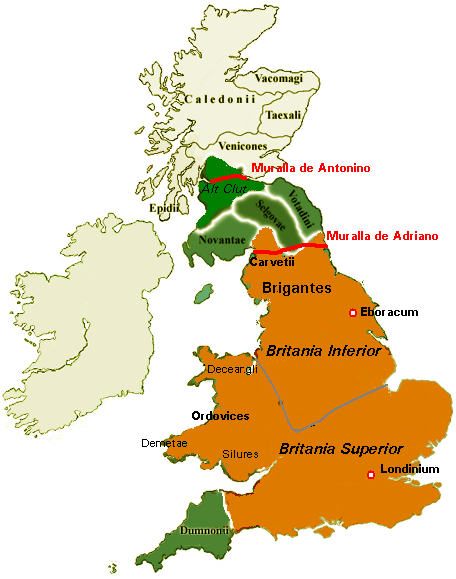
Britania, siglo II
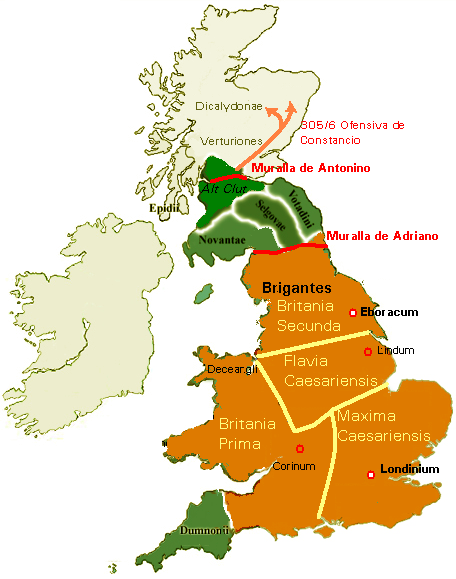
Britania, reorganización de Constancio